# Erica irregularis
Erica irregularis är en ljungväxtart som beskrevs av George Bentham. Erica irregularis ingår i släktet klockljungssläktet, och familjen ljungväxter. Inga underarter finns listade i Catalogue of Life.